# Stena Olympica
Die Stena Olympica war ein 1972 in Dienst gestelltes Fährschiff der schwedischen Reederei Stena Line. Sie wurde bis 1982 auf den Strecken von Göteborg nach Kiel, Korsør nach Kiel sowie von Göteborg nach Frederikshavn eingesetzt. Nach der Ausmusterung bei der Stena Line trug das Schiff ab April 1982 den Namen Scotia Prince und stand anschließend bis 2005 zwischen Portland und Yarmouth unter US-amerikanischer Bereederung im Einsatz. In späteren Jahren wurde die Scotia Prince mehrfach verchartert und fuhr auf wechselnden Linien, zuletzt bis November 2011 zwischen Thoothukudi und Colombo. Nach einer anschließenden mehrmonatigen Liegezeit traf die 40 Jahre alte Fähre im April 2012 zum Abbruch im bangladeschischen Chittagong ein.

## Planung und Bau
Die Stena Olympica und ihr baugleiches Schwesterschiff Stena Scandinavica wurden in der Werft von Titovo Brodogradiliste in Kraljevica geordert. Sie sollten über dieselbe Ausstattung wie die 1967 in Dienst gestellten Schwesterschiffe Stena Germanica und Stena Britannica verfügen, jedoch größer und komfortabler sein.
Die Stena Olympica entstand als erstes der beiden Schiffe unter der Baunummer 399 und lief am 18. September 1971 vom Stapel. Die Ablieferung an die Stena Line erfolgte am 25. Juni 1972. Am 7. Juli nahm das Schiff den Fährdienst auf den Strecken von Göteborg nach Kiel, Korsør nach Kiel und Göteborg nach Frederikshavn auf. Die Stena Scandinavica folgte genau ein Jahr später im Juli 1973.

## Dienstzeit

### Stena Line

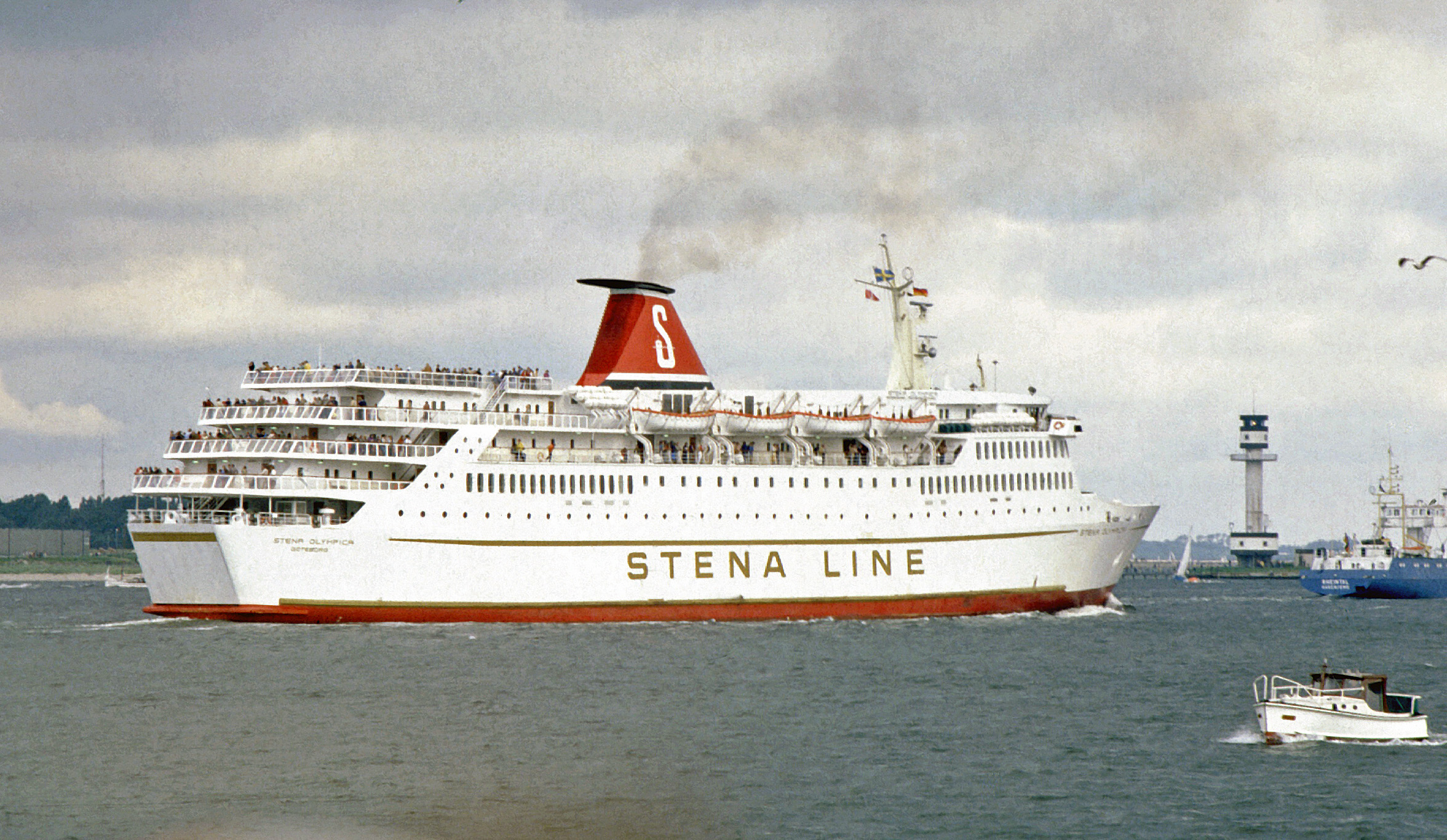
Stena Olympica 1980 nach ihrem Umbau

Knapp ein Jahr nach Indienststellung fiel die Stena Olympica im Juni 1973 kurzzeitig wegen eines Maschinenschadens aus. Dennoch erwies sich das Schiff in seiner Dienstzeit für die Stena Line als sehr erfolgreich. Nach einem Umbau in Sölvesborg im Januar 1974 verfügte die Fähre über Kabinen für tausend Personen, zudem wurden die Restaurants und öffentlichen Bereiche vergrößert.
Die Stena Olympica verblieb zehn Jahre lang für Stena Line im Einsatz. Nach der Indienststellung mehrerer größerer Neubauten wurde das Schiff im April 1982 ausgemustert und zum Verkauf angeboten.

### Prince of Fundy Cruises
Neuer Eigner wurde die Prince of Fundy Cruises Ltd. mit Sitz in Maine. Das nun unter der Flagge Panamas registrierte Schiff erhielt den Namen Scotia Prince und nahm ab Mai 1982 den Fährdienst zwischen Portland im Bundesstaat Maine und Yarmouth in Nova Scotia auf.
Am 8. November 1986 traf die Scotia Prince in der Werft der Flensburger Schiffbau-Gesellschaft ein, wo sie um 18 Meter verlängert wurde. Zudem wurden Teilen des Autodecks zu Kabinen umgebaut. Der Umbau war bis März 1987 abgeschlossen. Im April 1987 konnte das Schiff wieder den Dienst zwischen Maine und Nova Scotia aufnehmen.
Die Scotia Prince blieb mit Ausnahme kleinerer Unterbrechungen 23 Jahre lang für Prince of Fundy Cruises im Einsatz. Von November 1988 bis 1989 lag das Schiff ungenutzt im Hafen von Shelburne. Im November 1998 wurde es für den Einsatz nach Mexiko mit Tampa als Heimathafen verchartert. Von November 2002 bis März 2003 ging die Fähre erneut nach Mexiko.
Die Scotia Prince blieb bis September 2005 zwischen Portland und Yarmouth im Einsatz. Anschließend wurde sie als Hotelschiff für Obdachlos gewordene Menschen in Louisiana nach dem Hurrikan Katrina genutzt. Dort lag das Schiff bis März 2006, kehrte anschließend aber nicht mehr in den Dienst für Prince of Fundy Cruises zurück.

### Charter an verschiedene Reedereien

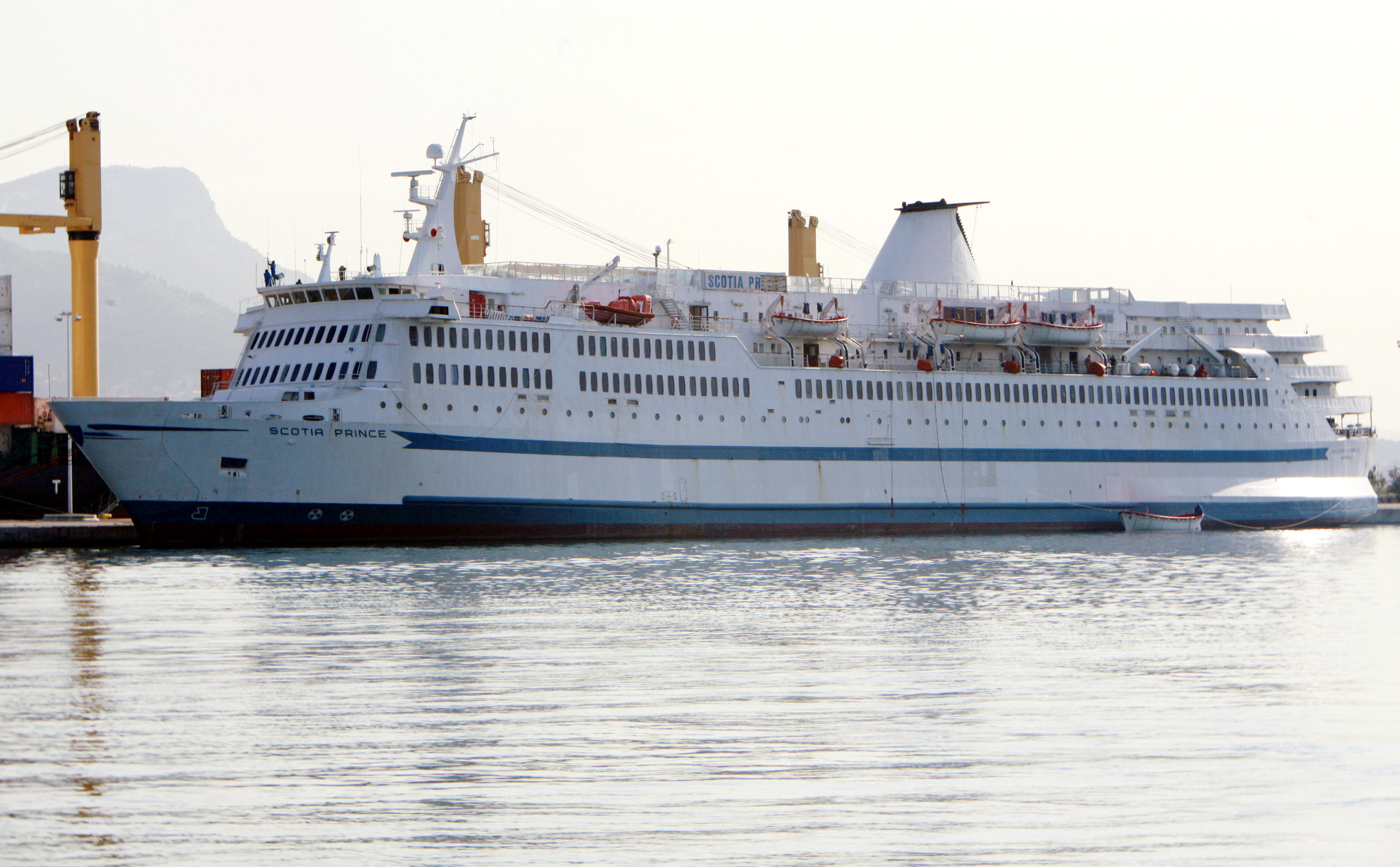
Die Scotia Prince in Toulon, Mai 2009

Im März 2006 charterte die in Marokko ansässige Reederei Comanav die Scotia Prince für den Einsatz zwischen Tanger und Genua. Jedoch erlitt das Schiff im April 2006 einen Maschinenschaden und musste daher bis Juni in der Werft von T. Mariotti in Genua repariert werden. Anschließend charterte Algérie Ferries die Fähre für die Strecke von Oran über Alicante nach Marseille. Im Dezember 2006 wurde die Scotia Prince in Toulon aufgelegt.
Im April 2007 übernahm die auf den Bahamas ansässige Clipper Group das Schiff von Prince of Fundy Cruises und vercharterte es erneut an verschiedene Reedereien. So charterte es unter anderem wieder Comanav von Juni bis Oktober 2007 und nach mehrmonatiger Aufliegezeit erneut von Juni bis Oktober 2008 für den Dienst zwischen Almería nach Nador.
Ab Juni 2009 betrieb Acciona die Scotia Prince, ebenfalls mit Almeria als Ausgangshafen. Ab September 2009 lag das Schiff erneut auf. Nach einem Werftaufenthalt in Tuzla im März 2010 erfolgte im Juni 2010 ein Einsatz unter Bereederung der türkischen Marmara Lines zwischen Ancona und Çeşme. Dieser dauerte bis Oktober 2010 an.
Nach mehrmonatiger Liegezeit in Drapetsona charterte das indische Unternehmen Flemingo Duty Free Shop die Scotia Prince. Nach der Überführungsreise nach Indien nahm das Schiff am 13. Juni 2011 den Dienst zwischen Thoothukudi und Colombo auf. Dies währte jedoch nur kurze Zeit: Bereits am 18. November desselben Jahres beendete die Scotia Prince ihre letzte Überfahrt und wurde in Colombo aufgelegt.

## Abbruch
Nach knapp viermonatiger Liegezeit ging die Scotia Prince im März 2012 an ein Abbruchunternehmen in Chittagong, Bangladesch. Noch im selben Monat wurde der Name des Schiffes für die Überführungsfahrt in Prince abgekürzt. Am 27. März brach die 40 Jahre alte Fähre von Colombo aus nach Chittagong auf, wo sie am 2. April 2012 bei den Abwrackwerften bei Chittagong eintraf. Acht Tage später wurde die Scotia Prince zum Abbruch auf den Strand gesetzt.